# Campionato europeo di taekwondo 1988
Il VII Campionato Europeo di Taekwondo si è disputato ad Ankara, in Turchia, tra il 26 e il 29 maggio 1988.

## Medagliati

### Maschile
| Specialità | Oro                            | Argento                        | Bronzo                                                   |
| -50 kg     | Harun Ateş Turchia             | Vicky Rumeon Paesi Bassi       | Óscar Blanco Spagna / Dario Manca Italia                 |
| 54 kg      | Geremia Di Costanzo Italia     | Reinhard Langer Germania Ovest | Thomas Mayr Austria / Josef Salim Danimarca              |
| 58 kg      | José Sanabria Spagna           | Nuno Damaso Svizzera           | Sakir Bezcir Turchia / Christian Herberth Germania Ovest |
| 64 kg      | Jesús Tortosa Spagna           | Cengiz Yağız Turchia           | Thomas Filio Danimarca / Hubert Sinègre Francia          |
| 70 kg      | Nusret Ramazanoğlu Turchia     | José Eles Spagna               | Markku Parviainen Finlandia / Ruben Thijs Paesi Bassi    |
| 76 kg      | Osman Şener Özsoy Turchia      | Juan Wright Spagna             | Marcello Pezzolla Italia / Robert Tomašević Jugoslavia   |
| 83 kg      | Markus Woznicki Germania Ovest | Metin Şahin Turchia            | Miguel Jordan Spagna / Karl Kaila Finlandia              |
| +83 kg     | Tonny Sørensen Danimarca       | Ali Şahin Turchia              | José Luis Álvarez Spagna / Henk Meijer Paesi Bassi       |

### Femminile
| Specialità | Oro                         | Argento                        | Bronzo                                                      |
| -43 kg     | María Rosa Moreno Spagna    | Emine Güler Turchia            | Sonja Galvano Italia / Charlotte König Germania Ovest       |
| 47 kg      | Piera Muggiri Italia        | Anita van der Pas Paesi Bassi  | Bettina Engelking Germania Ovest / Regina Singer Austria    |
| 51 kg      | Sultan Demir Turchia        | Roberta Parisella Italia       | Fatma-Ayse Kayadelen Germania Ovest / Josefina López Spagna |
| 55 kg      | Zuleyhan Tan Turchia        | Kerstin Aaslepp Germania Ovest | Amparo Dols Spagna / Anne Mette Christensen Danimarca       |
| 60 kg      | Sibel Dinçer Turchia        | Jolanda van Duren Paesi Bassi  | Karin Schwartz Danimarca / Juana Usurbil Spagna             |
| 65 kg      | Coral Bistuer Spagna        | Sonny Seidel Germania Ovest    | Petra Adler Svezia / Sabina Luciani Italia                  |
| 70 kg      | Mandy de Jongh Paesi Bassi  | Elena Navaz Spagna             | Michaela Huber Austria / Şeyda Sarafoğlu Turchia            |
| +70 kg     | Annemieke Buijs Paesi Bassi | Mine Arduç Turchia             | Ute Güster Germania Ovest                                   |

## Medagliere
| Posizione | Paese          | Oro | Argento | Bronzo | Totale |
| --------- | -------------- | --- | ------- | ------ | ------ |
| 1         | Turchia        | 6   | 5       | 2      | 13     |
| 2         | Spagna         | 4   | 3       | 6      | 13     |
| 3         | Paesi Bassi    | 2   | 3       | 2      | 7      |
| 4         | Italia         | 2   | 1       | 4      | 7      |
| 5         | Germania Ovest | 1   | 3       | 5      | 9      |
| 6         | Danimarca      | 1   | 0       | 4      | 5      |
| 7         | Svizzera       | 0   | 1       | 0      | 1      |
| 8         | Austria        | 0   | 0       | 3      | 3      |
| 9         | Finlandia      | 0   | 0       | 2      | 2      |
| 10        | Francia        | 0   | 0       | 1      | 1      |
| 10        | Svezia         | 0   | 0       | 1      | 1      |
| 10        | Jugoslavia     | 0   | 0       | 1      | 1      |
|           | TOTALE         | 16  | 16      | 31     | 63     |